# Coeficiente de restituição

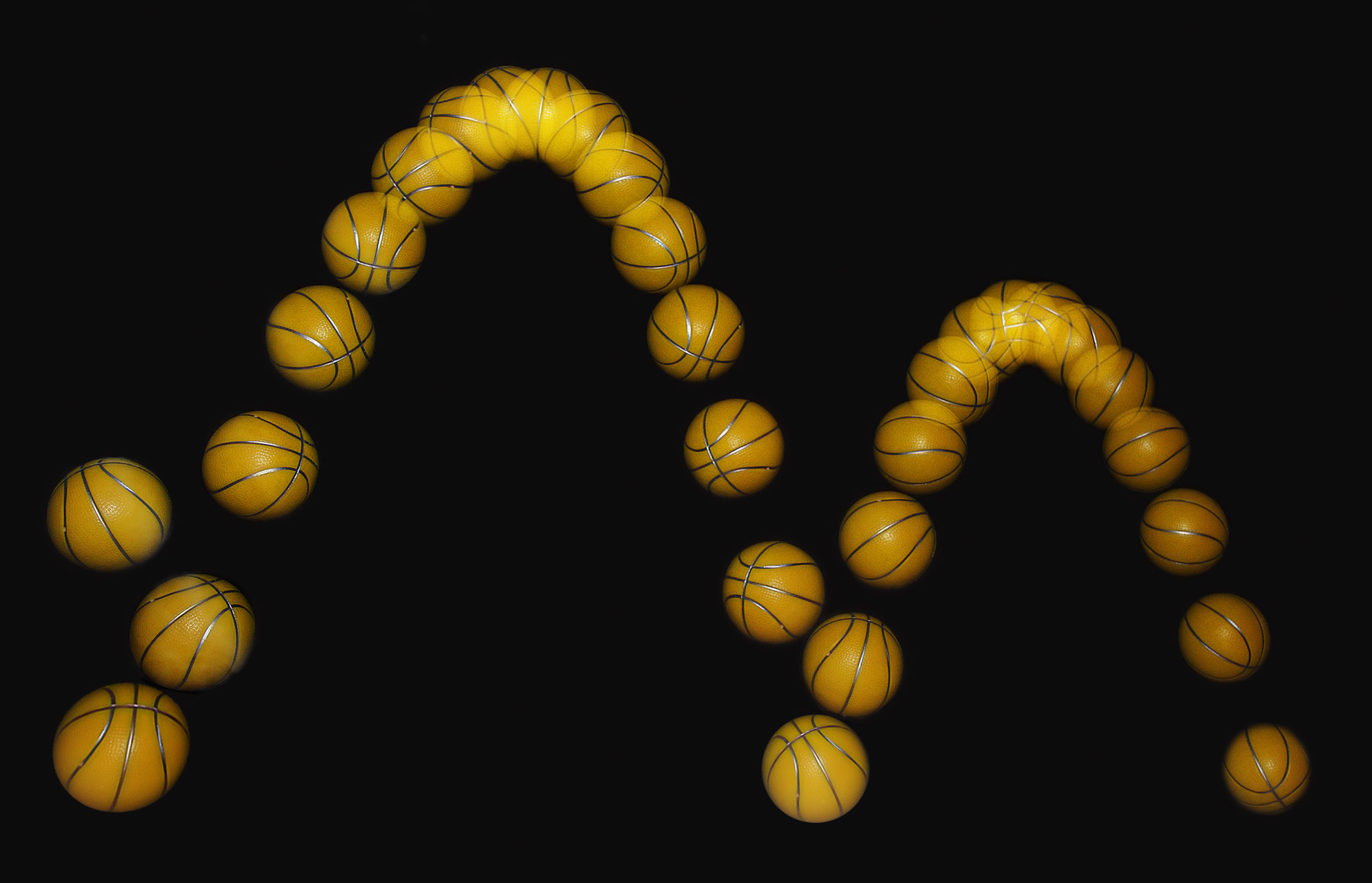
O movimento de uma bola capturada com flash estroboscópio de 25 imagens por segundo. Ignorando a resistência do ar, a raiz quadrada da razão da altura que a bola atinge em uma batida pela altura que ela atinge na batida conseguinte resulta no coeficiente de restituição da bola/superfície de impacto.

O coeficiente de restituição ou CR de um objeto é um valor fracionário que representa a razão das velocidades antes e após o impacto. Um objecto com CR 1 colide elasticamente, enquanto um objeto com CR 0 colide inelasticamente.  

## Equação
O coeficiente, para a colisão de dois objetos, é definido como:
{\displaystyle e={\frac {v'_{b}-v'_{a}}{v_{a}-v_{b}}}}
onde
{\displaystyle v'_{a}} é a velocidade escalar final do primeiro objeto após o impacto
{\displaystyle v'_{b}} é a velocidade escalar final do segundo objeto após o impacto
{\displaystyle v_{a}} é a velocidade escalar inicial do primeiro objeto antes do impacto
{\displaystyle v_{b}} é a velocidade escalar inicial do segundo objeto antes do impacto
Para um objeto quicando sobre outro objeto estacionário, tal como o chão:
{\displaystyle e={\frac {v'_{f}}{v_{i}}}},   onde
{\displaystyle V_{f}} é a velocidade escalar do objeto após o impacto
{\displaystyle V_{i}} é a velocidade escalar do objeto antes do impacto
O coeficiente também pode ser encontrado com:
{\displaystyle e={\sqrt {\frac {h}{H}}}}
para um objeto colidindo com outro objeto estacionário, tal como o chão, onde
{\displaystyle h} é a altura máxima atingida em um dado ressalto
{\displaystyle H} é a altura máxima atingida no ressalto anterior ao considerado para h
É possível descrever uma fórmula para a aplicação do coeficiente de restituição no choque entre dois corpos, independente da elasticidade do mesmo. Pode-se escrever
{\displaystyle v'_{a}={\frac {Q+m_{b}e(v_{b}-v_{a})}{m_{a}+m_{b}}}}
e
{\displaystyle v'_{b}={\frac {Q+m_{a}e(v_{a}-v_{b})}{m_{a}+m_{b}}}}
onde
{\displaystyle Q=m_{a}v_{a}+m_{b}v_{b}} é a quantidade de movimento/momento linear do sistema (conservado), no caso dado em função das velocidades escalares dos objetos antes do impacto
{\displaystyle v'_{a}} é a velocidade final do primeiro objeto após o impacto
{\displaystyle v'_{b}} é a velocidade final do segundo objeto após o impacto
{\displaystyle v_{a}} é a velocidade inicial do primeiro objeto antes do impacto
{\displaystyle v_{b}} é a velocidade inicial do segundo objeto antes do impacto
{\displaystyle m_{a}} é a massa do primeiro objeto
{\displaystyle m_{b}} é a massa do segundo objeto
Essa fórmula pode ser deduzida a partir da solução de um sistema de equações, sendo a primeira a lei da conservação do momento linear do sistema e a segunda a definição do coeficiente de restituição:
{\displaystyle {\begin{cases}m_{a}v'_{a}+m_{b}v'_{b}=(m_{a}v_{a}+m_{b}v_{b})\\-v'_{a}+v'_{b}=e(v_{a}-v_{b})\end{cases}}}
Multiplicando a equação de baixo por {\displaystyle m_{a}}, vem
{\displaystyle {\begin{cases}m_{a}v'_{a}+m_{b}v'_{b}=(m_{a}v_{a}+m_{b}v_{b})\\-m_{a}v'_{a}+m_{a}v'_{b}=m_{a}e(v_{a}-v_{b})\end{cases}}}
Somando-se as duas equações, cancela-se o termo em {\displaystyle m_{a}}. Portanto, tem-se, chamando-se {\displaystyle (m_{a}v_{a}+m_{b}v_{b})} de {\displaystyle Q}:
{\displaystyle {\begin{aligned}&m_{b}v'_{b}+m_{a}v'_{b}=m_{a}e(v_{a}-v_{b})+Q\\&v'_{b}(m_{a}+m_{b})=Q+m_{a}e(v_{a}-v_{b})\\&v'_{b}={\frac {Q+m_{a}e(v_{a}-v_{b})}{m_{a}+m_{b}}}\end{aligned}}}
Obviamente, basta que se repita a resolução do sistema para determinar a equação em função do corpo {\displaystyle a}.